# Kanton Beaumont-Hague
Kanton Beaumont-Hague (francouzsky Canton de Beaumont-Hague) byl francouzský kanton v departementu Manche v regionu Dolní Normandie. Tvořilo ho 19 obcí. Zrušen byl po reformě kantonů 2014.

## Obce kantonu
- Acqueville
- Auderville
- Beaumont-Hague
- Biville
- Branville-Hague
- Digulleville
- Éculleville
- Flottemanville-Hague
- Gréville-Hague
- Herqueville
- Jobourg
- Omonville-la-Petite
- Omonville-la-Rogue
- Sainte-Croix-Hague
- Saint-Germain-des-Vaux
- Tonneville
- Urville-Nacqueville
- Vasteville
- Vauville